# Impact sur Mars de mars 2012
Un impact est survenu sur Mars entre l'après-midi du 27 et celui du 28 mars 2012. C'est la première fois qu'un cratère d'impact avait été repéré aussi rapidement à la surface de la planète rouge.